# Celosvětový úklidový den

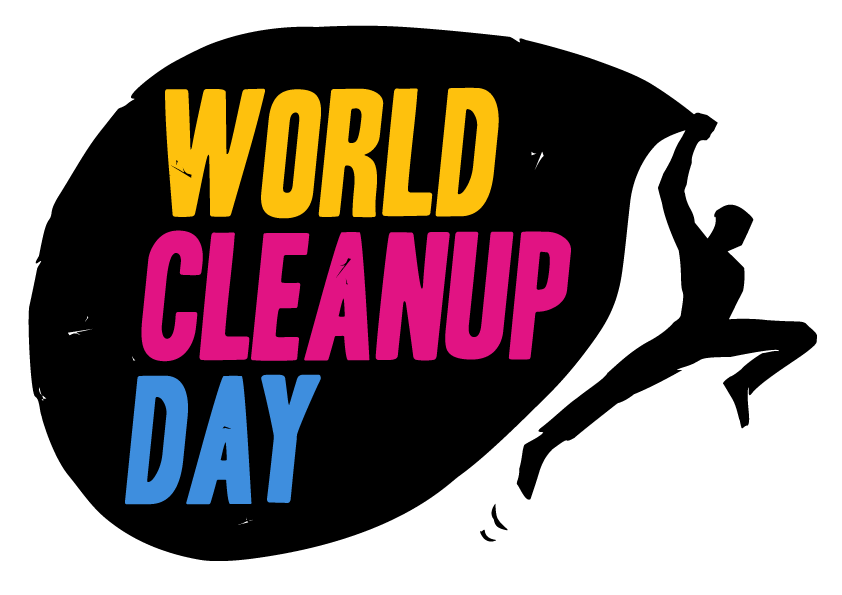
Logo Celosvětového úklidového dne

Celosvětový úklidový den je globální sociální akce, jejímž cílem je boj s problémem mořského odpadu a odpadu obecně. Tato myšlenka vznikla v Estonsku v roce 2008; prvního domácího úklidu se zúčastnilo 50 tisíc obyvatel a vyčištění země jim trvalo pět hodin. Celosvětový úklidový den se poprvé konal 15. září 2018. Globálně je akce organizována iniciativou Let's Do It! World, národním koordinátorem pro Českou republiku je spolek Ukliďme Česko, který pod svou hlavičkou organizuje úklidové akce.

## Jednotlivé ročníky

### 2018
V roce 2018 připadl úklidový den na sobotu 15. září a v České republice proběhlo v tento den celkem 463 úklidů, které organizovali jednotlivci, firmy, školy, obce a další organizace. K realizovaným akcím patřilo například vyčištění sedmdesátikilometrového úseku Vltavy mezi Vyšším Brodem a Boršovem nad Vltavou (přibližně 190 dobrovolníků splouvalo řeku na lodích a raftech, prohledávalo její břehy i dno a sbíralo odpad do 550 pytlů) nebo úklid okolí liberecké přehrady (14 lidí nasbíralo přes 200 kilogramů odpadu). Celkem v ČR během roku 2018 proběhlo 3 295 úklidů (dle evidence Ukliďme Česko).
Celkem se do úklidů zapojilo 18 miliónů dobrovolníků ze 157 zemí světa. Bylo uklizeno více než 88 500 tun odpadů.

### 2019
V roce 2019 připadl Celosvětový úklidový den na sobotu 21. září. V České republice proběhlo v tento den 395 úklidů. Celkem v ČR během roku 2019 proběhlo 3 895 úklidů (dle evidence Ukliďme Česko).
Na celém světě se tento den do úklidů zapojilo 20 miliónů dobrovolníků ze 180 zemí světa. Bylo uklizeno více než 100 000 tun odpadů.

### 2020
V roce 2020 se Celosvětový úklidový den konal v sobotu 19. září. I když byla akce ve všech zemích ovlivněna pandemií covidu-19, přesto v České republice proběhlo v tento den celkem 663 úklidů (dle evidence Ukliďme Česko).
Na celém světě se tento den do úklidů zapojilo 11 miliónů dobrovolníků ze 166 zemí světa.

### 2021
V roce 2021 Celosvětový úklidový den proběhl v sobotu 18. září. Celkem v České republice proběhlo v tento den 390 úklidů. Celkem v ČR během roku 2021 proběhlo 2 496 úklidů (dle evidence Ukliďme Česko).
Na celém světě se tento den do úklidů zapojilo 8.5 miliónů dobrovolníků ze 191 zemí světa. Bylo uklizeno více než 33 000 tun odpadů.

### 2022
V roce 2022 připadl Celosvětový úklidový den na sobotu 17. září. V České republice proběhlo v tento den 423 úklidů. Celkem v ČR během roku 2019 proběhlo 4 687 úklidů (dle evidence Ukliďme Česko).
Na celém světě se tento den do úklidů zapojilo 15 miliónů dobrovolníků ze 190 zemí světa. Bylo uklizeno více než 60 000 tun odpadů.

### Plánované termíny
Další ročník akce proběhne 16. září 2023.

## Kampaň Ukliďme svět
V České republice probíhá také kampaň Ukliďme svět. Tu od počátku roku 1993 zaštiťuje Český svaz ochránců přírody, v letech 2017–2020 se kampaň konala ve spolupráci se spolkem Ukliďme Česko. Od roku 2021 pokračují opět samostatně.
Obě kampaně spolupracují s iniciativou Trash Hero a dalšími organizacemi a iniciativami.